# آيكون (فرقة)
آيكون (كورية: 아이콘) ( بالإنجليزية iKON) هي فرقة فتيان كورية جنوبية تشكلت، بواسطة واي جي إنترتينمنت، في عام 2015. أول ظهور للفرقة كان في برنامج التنافس Win: who's next باسم الفرقة B التي خسرت التنافس ، ثم بعدها أعلنت واي جي إنترتينمنت بأن الفرقة B سيتنافسون في برنامج تنافسي آخر باسم Mix&Match انتهى بترسيم أعضاء الفرقة B و عضو جديد . الفرقة النهائية من سبعة أعضاء وهم B.I، بوبي،كو جون هو، Kim Jinhwan ‏، Koo Junhoe، Song Yunhyeong، Kim Donghyuk و Jung Chanwoo. وفقا لرئيس التنفيذي لواي جي  يانغ هيون سوك, فإن "C" في "ICON" تم استبدالها مع "K" لدلالة على نيتهم نشر الثقافة الكورية، واسم معجبيهم هو آيكونيك (iKonic).
مغني - Kim jinhwan (jay -jinan ) - 7/2/1994

## الأعضاء
مغني راب , 22/10/1996 , B.I (Kim Han-bin; 김한빈) (عضو سابق).
Bobby (Kim Ji-won; 김지원)
Kim Jin Hwan (김진환)/
koo junhoe 구준회 -Ju-ne
Song Yun-hyeong (송윤형)
Kim Dong-hyuk (김동혁)
Jung Chanwoo (정찬우)

## وصلات خارجية
- آيكون على موقع IMDb (الإنجليزية)
- آيكون على موقع ميوزك برينز (الإنجليزية)
- آيكون على موقع أول ميوزيك (الإنجليزية)
- آيكون على موقع ديسكوغز (الإنجليزية)